# Tragedia en tres actos
Tragedia en tres actos (título original en inglés: Three Act Tragedy) es una novela de ficción detectivesca de la escritora británica Agatha Christie, publicada originalmente en Estados Unidos en 1934 por la editorial Dodd, Mead and Company bajo el título Murder in Three Acts y en 1935 en Reino Unido por la editorial Collins Crime Club bajo el título original.

## Argumento
Un reconocido actor realiza una fiesta en su mansión, en la cual muere un anciano párroco al parecer por causa naturales, hasta que el envenenamiento de un reconocido médico hace surgir la sospecha de un doble asesinato.
El caso queda en manos de uno de los invitados de la fiesta, Hércules Poirot, el cual gracias a sus células grises resuelve el misterio.
Como dato curioso, en este relato Poirot casi muere, pero el destino y la suerte están de su lado. Él mismo declara en la última frase del relato: Podría haber sido yo.